# Lophostoma kalkoae
Lophostoma kalkoae — вид родини листконосові (Phyllostomidae), ссавець ряду лиликоподібні (Vespertilioniformes, seu Chiroptera).

## Морфологія
Кажан невеликого розміру, з довжиною передпліччя між 44,6 і 45,8 мм, довжина хвоста між 8,4 і 8,9 мм і довжиною стопи між 12,5 і 12,8 мм.
Шерсть довга. Спинна частина темно-коричневого кольору, черевна частина біла на грудях і животі й світло-коричнева з боків. Морда безволоса, носовий лист ланцетний, з передньої частиною, злитою з верхньою губою. Нижня губа має поздовжній паз в оточенні невеликих бородавок. Вуха великі, округлі, посипані рідкими волосинами, з білявим кордоном і з'єднані спереду при основі тонкою мембраною. Є біла пляма позаду при основі кожного вуха, яка з'єднана з білим хутром грудей тонкою смугою. Хвіст короткий і повністю включений у велику хвостову мембрану.

## Середовище проживання
Цей вид відомий тільки в Національному парку ісп. Soberania в Панамі.

## Звички
Вид знаходить притулок в дуплах дерев. Харчується комахами. 